# Гетерогиниды
Гетерогиниды (лат. Heterogynidae) — небольшое семейство разноусых чешуекрылых из надсемейства Zygaenoidea. Наиболее известным представителем семейства является вид Heterogynis penella (Hübner, [1819]) (внешний вид), отличающийся тем, что гусеницы будущих имаго-самок данного вида являются в два раза крупнее гусениц будущих имаго-самцов.

## Таксономия
Название семейства является младшим гомонимом устаревшего в наше время названия другого семейства из отряда Перепончатокрылые, носящего сейчас название Heterogynaidae. Данное семейство ос Heterogynaidae (описано в 1969 году: Nagy, 1969:7) было основано на роде Heterogyna Nagy (имя сегодня трактуется на основе корня: Heterogyna-). Оригинальное же название было другим: Heterogynidae (на основе корня: Heterogyn-). Исправлено и утверждено специальным решением «Международной Комиссии Зоологической Номенклатуры».

## Описание
Средней величины бабочки с размахом крыльев 20—30 мм. Тело цилиндрическое, крылья относительно крупные, продолговатые. Усики веретеновидные, пильчатые. Выражен половой диморфизм: самцы — крылатые, самки — без крыльев и с редуцированными ногами, гораздо крупнее самцов.

## Ареал
Все представители семейства встречаются только в юго-западной Палеарктике (Северная Африка и южная Европа). В Европе встречается 5 видов.

## Систематика
Семейство включает в свой состав только 1 род:
- Heterogynis (Rambur, 1837)
  - Heterogynis penella (Hübner, 1819)
  - Heterogynis canalensis Chapman, 1904
  - Heterogynis paradoxa Rambur, 1837
  - Heterogynis eremita Zilli, Cianchi, Racheli & Bullini, 1988
  - Heterogynis andalusica Daniel, 1966
  - Heterogynis thomas Zilli, 1987
  - Heterogynis jellaba de Freina, 2003
  - Heterogynis rifensis de Freina, 2003